# 只能說遺憾
《只能說遺憾》是趙詠華的第十三張大碟，於1997年推出，是其與李正帆分手後製作的第一張大碟，專輯的第一主打歌是《只能說遺憾》，她也在本專輯首次作曲——《喜歡有你的夜》。

## 曲目
| 曲序 | 曲名           | 曲               | 詞     | 編曲   | 附註                                                     |
| 01   | 散心           | 殷文琦           | 姚若龍 | 洪敬堯 | 第二主打歌 音樂錄影帶導演為木瓜                          |
| 02   | 只能說遺憾     | 史次年           | 史次年 | 李庭匡 | 第一主打歌 中視《台獨份子》主題曲 音樂錄影帶導演為陳怡君 |
| 03   | 我想那是你     | 黃怡             | 施人誠 | 屠穎   | 第三主打歌                                               |
| 04   | 你問愛情       | Hiroshi Kakizaki | 林上玉 | 涂惠元 |                                                          |
| 05   | 原諒           | 陳子鴻           | 娃娃   | 王繼康 |                                                          |
| 06   | 愛你一生都太少 | 方文良           | 武丈   | 屠穎   |                                                          |
| 07   | 明天換季       | 徐禹             | 陳靜楠 | 李庭匡 |                                                          |
| 08   | 暖情歌         | 陳曉娟           | 姚若龍 | 王豫民 |                                                          |
| 09   | 喜歡有你的夜   | 趙詠華           | 林上玉 | 陳飛午 |                                                          |
| 10   | 呼吸           | 黃大煒           | 姚若龍 | 黃大煒 |                                                          |

## 唱片版本
- CD版